# John Joseph Murray
John Joseph Murray, avstralski general, * 26. april 1892, † 8. september 1951.